# Championnat d'Europe de baseball 1960
Navigation
Édition précédente Édition suivante
Le championnat d'Europe de baseball 1960, sixième édition du championnat d'Europe de baseball, a eu lieu du 22 au 25 septembre 1960 à Barcelone, en Espagne. Il a été remporté par l'équipe des Pays-Bas entraînée par l'Américain Ron Fraser (en).